# Schubbetrieb
Als Schubbetrieb oder Schiebebetrieb wird bei einem motorisierten Fahrzeug der Fahrzustand bezeichnet, in dem bei nicht getrenntem Kraftschluss (z. B. bei nicht getretener Kupplung) der Motor durch das Fahrzeug geschleppt, also in Drehbewegung gehalten wird. Die dadurch wirksame Motorbremse kann bewusst genutzt werden, um die Bremsanlage des Fahrzeugs zu schonen. Durch eine Schubabschaltung wird bei modernen Fahrzeugen die Kraftstoffzufuhr im Schubbetrieb unterbrochen. Bei einigen Elektrofahrzeugen und insbesondere bei Hybridfahrzeugen wird die im Schubbetrieb freigesetzte Energie zur Aufladung der Hochvoltbatterie genutzt.
Bei Zweitaktmotoren mit Gemischschmierung ist ein Schubbetrieb problematisch, da wegen des geringen Kraftstoff-Ölgemisch-Zuflusses nach kurzer Zeit die Schmierung für die erhöhte Drehzahl nicht ausreicht. Das kann Motorschäden zur Folge haben. Deshalb haben viele Autos mit Zweitaktmotor einen (teilweise sperrbaren oder nur in manchen Gängen wirksamen) Freilauf, sodass ein (länger andauernder) Schubbetrieb verhindert wird. Außerdem kann eine zünd- oder kraftstoffseitige Schubabschaltung ein Aufheizen des Motors durch unregelmäßige Zündungen verhindern und auf diese Weise Motorschäden vorbeugen. Davon abgesehen ist Schubbetrieb beim Zweitaktmotor wenig sinnvoll, da dieser kaum als Motorbremse wirkt.